# Løgstør Bredning, Livø, Feggesund og Skarrehage
Løgstør Bredning, Livø, Feggesund og Skarrehage este o arie protejată (arie de protecție specială avifaunistică — SPA) din Danemarca întinsă pe o suprafață de 32.551 ha, integral pe uscat.

## Localizare
Centrul sitului Løgstør Bredning, Livø, Feggesund og Skarrehage este situat la coordonatele 56°56′34″N 9°03′39″E / 56.942778°N 9.060833°E.

## Înființare
Situl Løgstør Bredning, Livø, Feggesund og Skarrehage a fost declarat arie de protecție specială avifaunistică în mai 1983 pentru a proteja 16 specii de animale.

## Biodiversitate
Situată în ecoregiunea atlantică, aria protejată nu include niciun habitat protejat.
La baza desemnării sitului se află mai multe specii protejate de  păsări (16): rață fluierătoare (Anas penelope), gâscă cu cioc scurt (Anser brachyrhynchus), Aythya marila, Branta bernicla hrota, Bucephala clangula, lebădă de iarnă (Cygnus cygnus), șoim călător (Falco peregrinus), rață catifelată (Melanitta fusca), ferestrașul mare (Mergus merganser), Mergus serrator, vultur pescar (Pandion haliaetus), ploier auriu (Pluvialis apricaria), ciocântors (Recurvirostra avosetta), chiră mică (Sterna albifrons), Sterna paradisaea, călifar alb (Tadorna tadorna).